# Institut auf dem Rosenberg

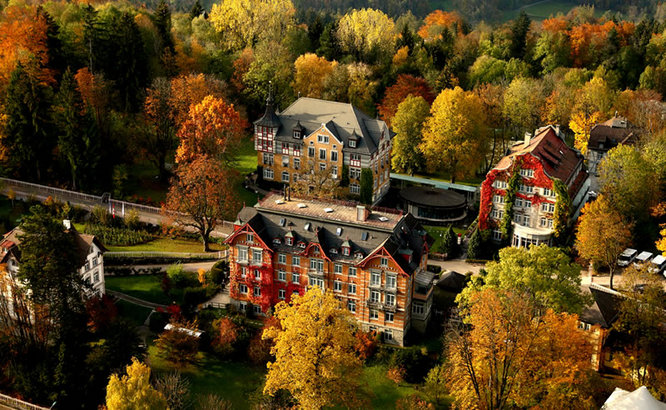

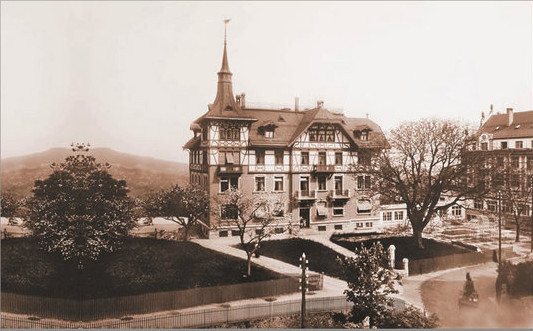

Institut auf dem Rosenberg（登録名: Institut auf dem Rosenberg – The Artisans of Education 通称 Rosenberg）は スイスのザンクト・ガレン州  にある 1889 年創立の 私立寄宿学校。6 歳 から 19 歳を対象とするインターナショナルスクールの中でも国内最古とされる伝統校の一つであり、スイストップレベルの学校の一つにも名を連ねる。キャンパスからは一方にボーデン湖、他方にアルプス山脈を望むことができる。Rosenberg は Gademann 家によって所有・運営される。

## 歴史
Institut auf dem Rosenberg  は 1889 年、Ulrich Schmidt により創設、もともとは同氏にちなみ Institut Dr. Schmidt と称された 。1924 年に学校の創設者が亡くなった後、学校は名前が変更され、1944 年にガデマン家によって購入されました 。校訓「すべての教育の目的はいか
に生きるかを学ぶことである」（スイスの教育者 ヨハン・ハインリヒ・ペスタロッチの言葉）が Rosenberg 教育理念の礎である。 

## 著名な卒業生
卒業生には、ビジネスリーダー、政治家、科学者、デザイナーだけでなく、王族や皇族も含まれ る 。Rosenberg は個人情報保護方針を運用し、在校生および卒業生に関する情報提供は一切行っていないが、例外的に紹介する卒業生として、ノーベル化学賞受賞者 マリオ・モリーナ がいる。

## 評価
2019 年 Corporate Vision Magazine により「最も卓越したインターナショナル寄宿学校」に選ばれ た 。また、Swiss Federation of Private Schools （SFPS） および Swiss Group of International Schools （SGIS）の加盟校である。